# 長崎市立外海黒崎小学校
長崎市立外海黒崎小学校（ながさきしりつ そとめくろさきしょうがっこう、Nagasaki City Sotome Kurosaki Elementary School）は、長崎県長崎市下黒崎町にある公立小学校。

## 概要
歴史
1874年（明治7年）に開校した「第五大学区第一中学区西彼杵郡黒崎村黒崎公立小学校」を前身とする。2014年（平成26年）に創立140周年を迎えた。
校訓
「じぶんから みんなと いっしょうけんめい」
校章
統合にあたり新校章が制定された。太陽と海を図案化し、中央に「そとめ」の文字（縦書き）を置いている。
- 旧校章 - 波を図案化したものを背景に、「東」の文字を配している。

校歌
統合にあたり新校歌が制定された。作詞・作曲は黒崎東小学校出身の上野優太による。歌詞は3番まであり、最後に校名の「外海黒崎」が登場する。
- 旧校歌 - 作詞は松本春夫（校定:福田利一）、作曲は中田喜直による。歌詞は3番まであり、各番に校名の「黒崎東」が登場する。

校区
住所表記で長崎県長崎市の後に「永田町、上黒崎町、下黒崎町、西出津町、東出津町、新牧野町、赤首町」が続く地域。
中学校区は長崎市立外海中学校。

## 沿革
旧・黒崎小学校
- 1874年（明治7年）10月10日 - 下黒崎郷浜口の民家を借用し「第五大学区第一中学区西彼杵郡黒崎村黒崎公立小学校」が開校。
- 1883年（明治16年）- 出津小学校（しつ）を統合し、「黒崎学区公立中等黒崎小学校」と改称。
- 1885年（明治18年）- 黒崎小学校と出津小学校が分離・独立。校舎が完成。
- 1886年（明治19年）- 小学校令により、簡易科を設置の上、「簡易黒崎小学校」と改称。
- 1890年（明治23年）- 尋常科（修業年限4ヶ年）を設置し、「尋常黒崎小学校」と改称。
- 1893年（明治26年）- 小学校令の改正により、「黒崎尋常小学校」に改称（「尋常」の位置が変わる）。
- 1908年（明治41年）- 小学校令の改正により、義務教育期間が尋常科4年から尋常科6年に延長されたため、尋常科5・6年を新設。
- 1911年（明治44年）- 出津尋常小学校を統合。
- 1916年（大正5年）4月1日 - 高等科（修業年限2ヶ年）を併置し、「黒崎尋常高等小学校」と改称。
- 1919年（大正8年）4月1日 - 本校を峠校舎に移転し、従来の黒崎校舎を分教場とする。
- 1941年（昭和16年）4月1日 - 国民学校令により、「黒崎村国民学校」に改称。従来の尋常科を初等科に改称。
- 1947年（昭和22年）4月1日 - 学制改革（六・三制の実施）
  - 旧・黒崎村国民学校の初等科（6ヶ年）が改組され、「黒崎村立黒崎小学校」となる。
  - 旧・黒崎村国民学校の高等科（2ヶ年）が改組され、黒崎村立黒崎中学校（新制中学校）となり、小学校に併設される。
- 1955年（昭和30年）2月11日 - 黒崎村・神浦村の2村合併により外海村が発足。これにより「外海村立黒崎小学校」に改称。
- 1960年（昭和35年）5月3日 - 町制施行により、外海町が発足。これにより、「外海町立黒崎小学校」と改称。

旧・黒崎東小学校
- 1962年（昭和37年）4月1日 - 「外海町立黒崎東小学校」として黒崎小学校から分離・独立[3]。
  - 第一期工事として普通教室9、職員室、校長室が完成。
  - 児童数は421名（9学級）、職員は校長以下13銘。初代校長に三好久士が就任。
- 1964年（昭和39年）1月8日 - 給食室が完成。ミルク給食を開始。
- 1972年（昭和47年）
  - 1月10日 - 完全給食を開始。
  - 4月15日 - 黒崎東小学校創立10周年記念式典を挙行。記念碑を建立。
- 1973年（昭和48年）3月31日 - 体育館が完成。
- 1974年（昭和49年）10月1日 - 黒崎小学校創立100周年記念祭を挙行。（記念式典は同年12月7日に挙行。）
- 1975年（昭和50年）2月17日 - 創立100周年記念碑を建立。
- 1976年（昭和51年）7月31日 - プールが完成。
- 1992年（平成4年）9月15日 - 旧校舎を解体。
- 1993年（平成5年）7月15日 - 鉄筋コンクリート造3階建ての新校舎が完成。
- 2005年（平成17年）
  - 1月4日 - 外海町が長崎市に編入され、「長崎市立黒崎東小学校」に改称。
- 2010年（平成22年）2月25日 - 体育館耐震工事が完了。
- 2016年（平成28年）4月1日 - 長崎市立出津小学校を統合。

外海黒崎小学校
- 2017年（平成29年）4月1日 - 「長崎市立外海黒崎小学校」（現校名）に改称[4]。

## 交通アクセス
最寄りのバス停
- 長崎自動車（長崎バス）・さいかい交通 「黒崎」バス停

最寄りの国道・県道
- 国道202号線

## 周辺
- 黒崎郵便局
- 時津警察署黒崎警察官駐在所

## 関連事項
- 長崎県小学校一覧